# Ведеа (река)
Ведеа (рум. Vedea) је река у јужној Румунији која тече са висоравни Котмеана и улива се у Дунав. Укупна дужина реке је 224 км, од којих је 33 km регулисано. Површина базена је 5.430 km²  
Тече кроз румунске округе Арђеш, Олт и Телеорман и градове Александрија и Рошиори де Веде.
Име реке је дакијског порекла, од индо-европске речи wed, "вода".

## Градови и села
Следећи градови и села налазе се дуж реке Ведеа, од извора до ушћа: Фађецелу, Спинени, Татулешти, Опташи, Корбу, Николаје Титулеску, Валени, Стежару, Рошиори де Веде, Ведеа, Перету, Плоска, Мавродин, Бузеску, Алекандрија, Пороскија, Бранчени, Смардиоаса, Цервенија, Концешти, Брагадиру, Бужору .

## Притоке
Следеће реке су притоке Ведеа (од извора до ушћа):
- Лево: Чорака,Тишар, Ведица, Купен, Котмеана, Текућ, Бурда, Параул Каинели,Телеорман.
- Десно: Плапћа, Дорофеи, Братков, Бараћа, Нанов, Извореле, Рожишта.